# رئيس ميانمار
رئيس جمهورية اتحاد ميانمار هو رأس الدولة ورئيس حكومة ميانمار وهو رأس السلطة التنفيذية ورئيس مجلس الوزراء.
يتم انتخاب الرئيس من قبل أعضاء البرلمان، وليس من عامة السكان. في المجمع الرئاسي الانتخابي وهو ثلاث لجان تنتخب الرئيس. كل من اللجان الثلاث، تقدم مرشحا لرئاسة الجمهورية. المرشح الذي يحصل على أعلى عدد من أصوات المجمع الانتخابي هو الرئيس المنتخب، في حين أن اثنين من المرشحين الآخرين يصبحون نائبين للرئيس. يخدم الرئيس لمدة 5 سنوات. في حالة استقالة الرئيس لأي سبب من الأسباب أو موت الرئيس، تجتمع الهيئة الانتخابية الرئاسية وتعين كل لجنة من اللجان الثلاث مرشحًا لإنهاء ولاية الرئيس السابقة بحيث تكون فترات الهيئة التشريعية والرئاسة متزامنة. يتم انتخاب المرشح الذي يحصل على أكبر عدد من الأصوات من المرشحين.
الرئيس الحالي هو وين مينت. بينما هو رئيس الدولة ورئيس الحكومة بحكم القانون، فإن رئيس الحكومة الفعلي والشخصية المهيمنة في الدولة هو مستشار الدولة في ميانمار وزعيمة الرابطة الوطنية من أجل الديمقراطية الحاكمة، أون سان سو تشي. تم إنشاء منصب الرئيس في عام 1948، مع اعتماد إعلان استقلال بورما عن المملكة المتحدة. منذ ذلك الحين، شغل أحد عشر شخصًا المنصب (اثنان منهم شغلوا المنصب أكثر من مرة). بسبب فترة الحكم العسكري الطويلة في البلاد، لم يكن من غير المألوف أن يكون رئيس الوزراء ضابطًا عسكريًا (أو متقاعدًا مؤخرًا).
تباينت السلطة الفعلية لرئيس الوزراء بشكل كبير بمرور الوقت، وتختلف بناءً على من يشغل المنصب. في عام 2004، أدى صراع على السلطة بين رئيس الدولة آنذاك الجنرال ثان شوي، رئيس مجلس الدولة للسلام والتنمية، ورئيسه، الجنرال خين نيونت، إلى إقالة رئيس الوزراء واعتقاله.
تم إلغاء هذا المنصب في 30 مارس 2011، وفقًا للدستور الحالي (المعتمد في عام 2008). شريطة أن يكون الرئيس هو رأس الدولة ورئيس الحكومة. ولكن بعد الانتخابات العامة لعام 2015، حيث مُنعت أونغ سان سو كي دستوريًا من أن تصبح رئيسة، تم إنشاء منصب يسمى مستشار الدولة، على غرار الرئيس، في عام 1948.

## المؤهلات
يحدد دستور ميانمار المؤهلات الأساسية التي يجب أن يستوفيها المرشح ليكون مؤهلاً لمنصب الرئيس. يجب أن يكون الرئيس:
- مواطن من ميانمار.
- عمره 45 سنة على الأقل.
- مؤهلًا لانتخابه عضوًا في الجمعية الوطنية.

وفقًا لدستور ميانمار، فإن الرئيس:
1. يجب أن يكون مخلصًا للاتحاد ومواطنيه.
2. يجب أن يكون مواطنًا في ميانمار مولودًا من كلا الوالدين اللذين ولدا في الإقليم الخاضع لولاية الاتحاد وهما من مواطني ميانمار.
3. يجب أن يكون شخصًا منتخبًا بلغ سن 45 على الأقل.
4. يجب أن يكون على دراية جيدة بشؤون الاتحاد مثل الشؤون السياسية والإدارية والاقتصادية والعسكرية.
5. يجب أن يكون الشخص قد أقام بشكل مستمر في الاتحاد لمدة 20 عامًا على الأقل حتى وقت انتخابه كرئيس. (الشرط: تُحسب فترة الإقامة الرسمية في دولة أجنبية بإذن من الاتحاد كفترة إقامة في الاتحاد).
6. ألا يدين هو نفسه، أو أحد الوالدين، أو الزوج، أو أحد الأبناء الشرعيين أو أزواجهم بالولاء لقوة أجنبية، وألا يكون خاضعًا لقوة أجنبية أو مواطنًا لدولة أجنبية. لا يجوز أن يكونوا أشخاصًا يتمتعون بحقوق وامتيازات أحد رعايا حكومة أجنبية أو مواطن دولة أجنبية.
7. يجب أن يمتلك المؤهلات المنصوص عليها من الرئيس، بالإضافة إلى المؤهلات المنصوص عليها للترشح للانتخابات.

علاوة على ذلك، عند أداء اليمين في منصبه، يحظر دستوريًا على الرئيس المشاركة في أي نشاط حزبي (الفصل الثالث، 64).

## عملية الانتخاب
لا يتم انتخاب الرئيس مباشرة من قبل الناخبين البورميين؛ بدلاً من ذلك، يتم انتخابه بشكل غير مباشر من قبل الهيئة الانتخابية الرئاسية، وهي هيئة انتخابية مكونة من ثلاث لجان منفصلة. تتكون كل لجنة من نواب يمثلون نسب النواب المنتخبين من كل منطقة أو ولاية؛ اللجنة الثانية تتألف من نواب يمثلون نسب النواب المنتخبين من كل بلدة؛ والثالث من أعضاء البرلمان المعينين من قبل الجيش الذين يرشحهم القائد العام للخدمات الدفاعية شخصيًا.
ترشح كل لجنة من اللجان الثلاث مرشحًا رئاسيًا. بعد ذلك، يصوت جميع النواب لأحد المرشحين الثلاثة، يتم انتخاب المرشح الحاصل على أكبر عدد من الأصوات كرئيس، بينما يتم انتخاب الاثنين الآخرين نائبي الرئيس.
هذه العملية هي مماثلة لتلك المنصوص عليها في دستور عام 1947، الذي ينتخب فيه نواب من البرلمان الرئيس بالاقتراع السري. ثم يكون الرئيس مسؤولاً عن تعيين رئيس وزراء (بناءً على مشورة مجلس النواب)، الذي يُعترف به دستوريًا كرئيس للحكومة ويقود مجلس الوزراء.

## دستور ميانمار
قبل الاستقلال، كان لميانمار دستوران، قانون حكومة بورما لعام 1935 ودستور بورما تحت الاحتلال الياباني لعام 1943. بعد الاستقلال، اعتمدت ميانمار ثلاثة دساتير في أعوام 1947 و1974 و2008، ودستور 2008 هو دستور ميانمار الحالي.

### دستور عام 1947
صاغ دستور عام 1947 تشان هتون واستخدم منذ استقلال البلاد في عام 1948 حتى عام 1962، عندما تم تعليق الدستور من قبل المجلس الثوري للاتحاد الاشتراكي بقيادة الجنرال العسكري ني وين. تتكون الحكومة الوطنية من ثلاثة فروع: القضائية والتشريعية والتنفيذية. كان الفرع التشريعي عبارة عن هيئة تشريعية ذات مجلسين تسمى برلمان الاتحاد، وتتألف من مجلسين، مجلس القوميات المكون من 125 مقعدًا ومجلس النواب، التي تم تحديد عدد مقاعدها من خلال حجم السكان في الدوائر المعنية. اعتمد دستور عام 1947 إلى حد كبير على الدستور اليوغوسلافي لعام 1946.

### دستور عام 1974
تمت الموافقة على دستور 1974 في استفتاء عام 1973، وهو ثاني دستور يتم كتابته. وهذا البرلمان أحادي المجلس يُدعى مجلس الشعب P.H، ممثل بأعضاء من حزب البرنامج الاشتراكي لبورما. كل فصل دراسي كان 4 سنوات. أصبح ني وين الرئيس في هذا الوقت.

### 2008-1988
عند توليه السلطة في سبتمبر 1988 قرر مجلس الدولة العسكري بناء دولة القانون والنظام واستعادة المجلس (مجلس الدولة للسلام والتنمية) ووقف دستور عام 1974. وبقيت ميانمار دون دستور حتى عام 2008.

## دستور 2008
في 9 أبريل 2008، أصدرت الحكومة العسكرية لميانمار (بورما) دستورها المقترح للبلاد ليتم التصويت عليه في استفتاء عام في 10 مايو 2008، كجزء من خارطة الطريق للديمقراطية. وأشاد الجيش بالدستور باعتباره ينذر بعودة الديمقراطية، لكن المعارضة تعتبره أداة لاستمرار السيطرة العسكرية على البلاد.

### الاستفتاء الدستوري لعام 2008
تم إجراء الاستفتاء الدستوري في ميانمار في 10 مايو 2008 (24 مايو 2008 في بعض البلدات) وفقًا لإعلان صادر عن مجلس الدولة للسلام والتنمية في فبراير 2008. وفقًا للحكومة العسكرية، سيضمن الدستور الجديد لميانمار إنشاء «ديمقراطية مزدهرة». وتكون الانتخابات متعددة الأحزاب في عام 2010.

### انتخابات 2012 الفرعية
على الرغم من معارضتها السابقة لدستور عام 2008، شاركت الرابطة الوطنية من أجل الديمقراطية في الانتخابات الفرعية لعام 2012 لشغل 46 مقعدًا وحققت فوزًا ساحقًا، حيث أصبحت أونغ سان سو كي عضوًا في البرلمان إلى جانب 42 آخرين من حزبها.

## التاريخ
قبل عام 1863، كانت مناطق مختلفة من بورما الحديثة تُحكم بشكل منفصل. من 1862-1923، كانت الإدارة الاستعمارية، التي كان مقرها في مبنى الأمانة العامة ليانغون، ويرأسها كبير المفوضين (1862-1897) أو نائب الحاكم (1897-1923)، الذي كان يرأس الإدارة، تحت الحاكم العام للهند.
من 31 يناير 1862 إلى 1 مايو 1897، ترأس كبير المفوضين بورما البريطانية. أدى التوسع اللاحق لبورما البريطانية، مع الاستحواذ على ولايتي بورما العليا وشان خلال هذه الفترة، إلى زيادة مطالب المنصب، وأدى إلى رفع مستوى القيادة الاستعمارية وتوسيع الحكومة (تم منح بورما حكومة تشريعية منفصلة في عام 1897).
وبالتالي، من 1 مايو 1897 إلى 2 يناير 1923، كان المقاطعة تحت قيادة ملازم أول حاكم. في عام 1937، تم فصل بورما رسميًا عن الهند البريطانية وبدأت تدار كمستعمرة بريطانية منفصلة، مع هيئة تشريعية منتخبة بالكامل من مجلسين، تتكون من مجلس الشيوخ ومجلس النواب. في الفترة من 2 يناير 1923 إلى 4 يناير 1948، كان الحاكم البريطاني بقيادة الحاكم الذي ترأس مجلس الوزراء وكان مسؤولاً عن الدفاع عن المستعمرة والعلاقات الخارجية والتمويل والمناطق العرقية (المناطق الحدودية وولايات شان). من 1 يناير 1944 إلى 31 أغسطس 1946، حكم الحاكم العسكري البريطاني المستعمرة. أثناء الاحتلال الياباني لبورما من عام 1942 إلى عام 1945، ترأس الحكومة قائد عسكري ياباني، بينما ترأس الحاكم المعين من قبل البريطانيين المستعمرة في المنفى.
نالت بورما استقلالها عام 1948. كان هناك رئيس من 1948 إلى 1962، ثم 1974 و1988. بين عامي 1962 و1974 وبين عامي 1988 و2011، كانت بورما تحت قيادة أنظمة عسكرية. تم استرجاع مكتب الرئيس في عام 2011.

## الانتخابات الأخيرة
في 15 مارس 2016، انتخبت جمعية الاتحاد هتين كياو الرئيس التاسع لميانمار. استقال في 21 مارس 2018 وأصبح ميينت سوي رئيسًا بالنيابة.
في 28 مارس 2018، انتخبت جمعية الاتحاد وين مينت ليكون الرئيس العاشر لميانمار.